# سارتئانو
سارتئانو (به ایتالیایی: Sarteano) یک کومونه در ایتالیا است که در استان سیه‌نا واقع شده‌است. سارتئانو ۸۵٫۲ کیلومتر مربع مساحت و ۴٬۹۰۵ نفر جمعیت دارد و ۵۲۵ متر بالاتر از سطح دریا واقع شده‌است.